# 룡강대총
룡강대총(龍岡大塚)은 평안남도 룡강군 룡강읍 진지동에 위치한 (5세기경) 만들어진 것으로 추정되는 고구려 고분이다. 조선민주주의인민공화국 지정 국보 제10호이다.
현실(玄室)은 벽 하나의 넓이가 3.84m, 높이 4.42m 되는 네모난 방이며, 앞방은 동서 5.2m, 남북 1.71m, 높이 3.7m로서 긴 모양이다. 2개의 방은 모두 막돌과 벽돌로 쌓고 그 위에 회(灰)를 발랐으며 현실(玄室) 천장은 네모난 돌을 평행으로 어긋나게 놓아 3단으로 위를 좁히고 마지막 한 단은 3각형이 되게 덮게 돌을 덮었으며, 앞방 천장은 들보를 써서 세 부분으로 나누고, 각 부분을 모두 삼각형을 이룬 평행고임으로 만들었다. 이 무덤 안은 지상에서 사는 집과 같은 감이 들도록 꾸몄으며, 특히 앞방 천장에는 마을집 처마 끝에 날듯한 새를 그림으로써 아름다운 정서를 풍기게 했으며, 앞방에서 현실(玄室)로 가는 통로 좌우벽에 벽장이 있다. 